# Município de Washington (condado de Hocking, Ohio)
O município de Washington (em inglês: Washington Township) é um município localizado no condado de Hocking no estado estadounidense de Ohio. No ano de 2010 tinha uma população de 1.294 habitantes e uma densidade populacional de 13,38 pessoas por km².

## Geografia
O município de Washington encontra-se localizado nas coordenadas 39° 26′ 28″ N, 82° 27′ 00″ O. Segundo a Departamento do Censo dos Estados Unidos, o município tem uma superfície total de 96.73 km², da qual 96,56 km² correspondem a terra firme e (0,17 %) 0,17 km² é água.

## Demografia
Segundo o censo de 2010, tinha 1.294 habitantes residindo no município de Washington. A densidade populacional era de 13,38 hab./km². Dos 1.294 habitantes, o município de Washington estava composto pelo 97,91 % brancos, o 0,23 % eram afroamericanos, o 0,93 % eram amerindios, o 0,08 % eram de outras raças e o 0,85 % eram de uma mistura de raças. Do total da população o 0,77 % eram hispanos ou latinos de qualquer raça.